# Zakłady Mechaniczne „Gorzów”
Zakłady Mechaniczne „Gorzów” – polski producent maszyn rolniczych z siedzibą w Gorzowie Wielkopolskim.

## Historia
- 1 czerwca 1945 r. powstaje „Powiatowa Stacja Traktorów” Przedsiębiorstwa Traktorów i Maszyn Rolniczych w Poznaniu na bazie byłych obiektów Vereinigte Modellwerke und Metallgiesserei C. Zinke przy ul. Fabrycznej 13-17, których pierwszym dyrektorem zostaje Jan Mühsam[1]
- marzec 1946 r. - następuje zmiana nazwy na „Zakłady Mechaniczne Odlewnia Żeliwa Państwowego Przedsiębiorstwa Traktorów i Maszyn Rolniczych”,
- 31 stycznia 1948 r. - zarządzeniem ministra Przemysłu PZInż. przejęły dwa obiekty przemysłowe na terenie dawnych zakładów „Kabelfabrik” Schrödera oraz po fabryce „Glückauf” przy ul. Przemysłowej, zachowując dotychczasowe pomieszczenia przy ul. Fabrycznej[2][3]
- 15 września 1948 r. - zarządzeniem ministra Przemysłu i Handlu Państwowe Zakłady Inżynierii nr 3 w Gorzowie Wlkp. przebrał nazwę ZM „Ursus”, Zakład nr. 3,
- 1 stycznia 1951 r. – zarządzeniem ministra Przemysłu Ciężkiego zakład został przemianowany na Zakłady Mechaniczne „Gorzów”
- 1958 r. – wyprodukowanie pierwszego silnika wysokoprężnego S-60[4]
- 1 stycznia 1959 r. - na podstawie zarządzenia ministra przemysłu ciężkiego Zakłady Mechaniczne „Gorzów" przejęły Zakłady Sprzętu Mechanicznego w Gorzowie jako Wydział Mechaniczny II[5]
- 1959 r. - uruchomienie zakładowego biura konstrukcyjnego oraz przeniesienie produkcji ciągnika D-40 (KD-35) z Ursusa do Gorzowa
- 1966 r., - wykonano 2 prototypy ciągnika gąsienicowego G-75R opracowanego w Dziale Konstrukcyjnym Zakładów Mechanicznych Gorzów przez zespół pod kierownictwem inż. Antoniego Korpieli i mgr inż. Edmunda Foryckiego[6] Ciągnik ten został wyposażony w silnik produkcji jugosłowiańskiej JM-036 TA (licencja Perkinsa).[7] Następnie, w związku z planowaniem rozpoczęcia produkcji w WSW Andrychów silników opartych na licencji firmy Leyland, zdecydowano się wprowadzić do ciągnika G-75R silnik Leyland UE-400.
- 1972 roku - ZM Gorzów weszły w skład Zrzeszenia Przemysłu Ciągnikowego Ursus[8]
- 1976 roku - zapadła decyzja o budowie zakładu produkcyjnego układów kierowniczych, osi przednich oraz elementów hydrauliki siłowej na Baczynie w związku z zakupem licencji na ciągnik Massey Ferguson[9] Projekt fabryki został opracowany przez Przedsiębiorstwo Projektowania i Realizacji Inwestycji Przemysłu Maszyn Rolniczych AGROMET-PROJEKT Poznań a generalny wykonawca Gorzowskie Przedsiębiorstwo Budownictwa Przemysłowego wkroczyło na plac budowy 30 czerwca 1976 roku.[9]
- 16 grudnia 1981 r. doszło do pacyfikacji strajku w gorzowskich Zakładach Mechanicznych Ursus[10]
- 1984 r. - rozpoczęto produkcję podzespołów do ciągnika Ferguson[11]
- 9 czerwca 2000 r. - sąd ogłosił upadłość Zakładów Mechanicznych Gorzów sp. z o.o.[12]
- 11 marca 2000 r. - Agencja Rozwoju Przemysłu SA podjęła decyzję o powołaniu nowej spółki pod nazwą Lubuskie Zakłady Mechaniczne sp. z o.o. w Gorzowie Wlkp., która przejęła produkcję po ZMG. Zatrudnienie w LZM znalazło 128 osób spośród 760 byłych pracowników upadłego ZMG.[13][14]
- 2003 r. - Lubuskie Zakłady Mechaniczne i Fabryka Ciągników Ursus wspólnie z Przedsiębiorstwem Handlu Zagranicznego Bumar utworzyły nowe przedsiębiorstwo o nazwie Ursus Sp. z o.o.[15]

## Dyrektorzy
- Jan Mühsam 1945 - 1946[16]
- Augustyn Michalik 1946 - 1947
- Jan Kocot, 1947 - 1951 i 1957 - 1961[17]
- Stanisław Jaskuła, 1961 – 09.1972[18][19]
- Stanisław Stachowiak, 09.1972 – 09.1990
- Edmund Forycki, 09.1990 - 1991[20]
- Eugeniusz Tyszkiewicz, 1991 - 1993[21]

## Produkty
- ciągniki rolnicze: Ursus C-45, Ursus C-451, Mazur D-40, Mazur D-50, Mazur G-75
- silniki wysokoprężne S60
- odlewy żeliwne i części zamienne do ciągników i maszyn rolniczych
- cylindry do skutera „Osa” i motocykla marki WFM[22]